# Đuro Arnold
 Ovo je glavno značenje pojma Đuro Arnold. Za druga značenja pogledajte Đuro Arnold (razdvojba).
Đuro (Gjuro) Arnold (Ivanec kraj Varaždina, 14. ožujka (?) 1853. – Zagreb, 22. veljače 1941.), hrvatski filozof, pedagog i pjesnik. Bio je profesor filozofije i pedagogije na Filozofskom fakultetu u Zagrebu i osnivač Odsjeka za pedagogiju. Objavio je pet knjiga pjesama. Bio je akademik i predsjednik Matice hrvatske. Otac je Vlaste, poznate hrvatske katoličke djelatnice.

## Životopis
Djed mu je bio Francuz, prezimenom Arnauld. Emigrirao je iz Francuske u doba Revolucije, oženio se Njemicom iz Švicarske i kasnije naselio u Bjelovaru. Otac Ivan Arnold bio je austrijski časnik i borio se s banom Jelačićem 1848. protiv Mađara, a zatim je postao kraljevski poreznik. Majka, Sofija rođena Vukanić, bila je kći krajiškog časnika. Udala se s jedva 14 godina. Gjuro je bio devetnaesti od dvadesetčetvero djece.
Završio je Klasičnu gimnaziju u Zagrebu 1873. godine. Služi kao "jednogodišnji dobrovoljac" u vojsci. Sljedeće godine upisuje se s prvom generacijom studenata na obnovljeno Zagrebačko sveučilište, na Mudroslovni fakultet. Glavni predmet mu je filozofija (profesor Franjo pl. Marković), sporedni povijest i zemljopis. Polaže profesorski ispit. Kraće je vrijeme, u vrijeme krize u Bosni 1878., opet u vojnoj službi. Dizertacijom "Etika i poviest" 17. srpnja 1880. postaje prvi doktor filozofije promoviran u Zagrebu. Sljedeće dvije godine provodi na stručnom usavršavanju u Göttingenu, Berlinu i Parizu. Zatim radi kao profesor u Klasičnoj gimnaziji (od 1879. do 1889.) i kao ravnatelj na muškoj učiteljskoj školi u Zagrebu.
Godine 1894. imenovan je izvanrednim, a 1896. redovnim profesorom "pedagogike i teoretičke i praktičke filozofije" na Filozofskom fakultetu u Zagrebu. Drugi profesor filozofije, uz Franju Markovića; godine 1909. Marković je umirovljen, a izvanrednim profesorom postaje Albert Bazala. Predaje do umirovljenja 1923. Osnivač pedagoškog seminara 1896. Bio je dekan Filozofskog fakulteta i rektor Sveučilišta.
Od 1891. dopisni, a od 1899. pravi (tj. redovni, po današnjem nazivu) član JAZU. Predsjednik Matice Hrvatske 1902. – 1909. Začastni član Braće hrvatskog zmaja od 1923. Osnivač i začasni predsjednik Kola hrvatskih književnika 1913. Proglašen je začasnim građaninom Krapine - Diploma 2. prosinca 1923.

## Pjesništvo
Kao i Franjo pl. Marković, dolazi na mjesto profesora filozofije kao već afirmirani pjesnik refleksivno-domoljubnog kova. Prve pjesme objavio 1873. u časopisu "Vijenac", kojem je Marković urednik. Već 1876. August Šenoa je uvrstio tri njegove pjesme u Antologiju pjesničtva hrvatskoga ili srpskoga. Objavljivao je pjesme u skoro svim hrvatskim časopisima, sabrane u pet zbirki, izdanih između 1899. i 1935. U skladu sa svojim filozofskim uvjerenjem, i u pjesništvu je tradicionalist u temama i u izrazu. Izražava patriotska, ljubavna i religiozna čuvstva. Piše lirske pjesme, balade i romance.
Braneći tradiciju, sukobit će se kao predsjednik Matice Hrvatske (1902. – 1909.) s modernistima. Njegovao je tradicionalni pristup pjesništvu iz svoje mladosti, koji postaje zastario još od nastupa realizma 1880-ih. U tadašnjim idejnim sukobima u književnosti, jedan je od najizrazitijih predstavnika "starih", protiveći se novim stremljenima "mladih" koje smatra štetnim za narod, moral, književnost i sl. Nakon pomirenja "starih" i "mladih", kada predstavnici potonjih ulaze u Maticu, pristupa rivalskoj organizaciji "Kolo hrvatskih književnika".

## Filozofsko usmjerenje
U skladu s koncepcijom J. F. Herbarta i H. Lotzea, Arnoldov je cilj izgradnja svojevrsne induktivne metafizike: znanstvene filozofije koja počiva na cjelini prirodoznanstvenog, ali i duševnog i socijalnog iskustva.  Filozofija ide na čelu svih znanosti, tragajući za apsolutnom istinom, ljepotom i dobrotom (intelektualno, estetsko i moralno gledište). Tek religija, međutim, može povezati sva tri gledišta.

### Induktivna metafizika i spiritualistički pluralizam
U filozofiji kao metafizici traži, nasuprot promjenljivosti i protuslovnosti pojavnosti ("bivanja", prirode) ono stalno, nepromjenljivo i neprotulslovno ("bitak"), koje može biti podloga prirode. U spisu Zadnja bića piše:  »Bivanje uključuje bitak i nebitak; jer ono što biva, i jest i nije u isto vrijeme. Ali ono, što je u sebi protuslovno, ne može biti, nije – zato ni bivanje ne može biti podlogom prirode.«
Postavlja kao samorazumljivo da u nizu "bivanja" mora postojati prvi član, o kojem svi ostali zavise. (Time negira Kantovu prvu antinomiju čistoga uma.) Moraju dakle postojati "zadnja bića" (počela). Arnold razmatra kako se pojam počela rješavao u filozofiji od Jonjana, Anaksagore, Demokrita (atomi), Leibniza (monade), do Herbarta i Lotzea. Kao rezultat, skicira koncept "spiritualnog pluralizma": mora biti više od jednog počela, a ona ne mogu biti tvarna. Ta duševna bića djeluju jedna na drugo, čime se ostvaruje doživljaj materije, koja je sekundarni produkt. Sva bića zajedno čine cjeloviti organizam, dinamičnu hijerarhiju s težnjom ka sve većem osvještavanju, što u posljednjem redu smjer prema razumski nedokučivom apsolutnom biću, Bogu. Smatra da se organska priroda ne može objasniti bez pozivanja na inteligenciju (duh), te da je teorija evolucije očito neispravna. O Bogu, "biću Apsolutnog", ne može biti znanosti, nego samo "skrušena molitva".
Suprotstavlja se tadašnjem smjeru psihologije kao induktivne nauke, koja proučava samo pojave svijesti, a ne dušu. Smatra da je nužno prihvatiti egzistenciju duše kao supstancijalnog entiteta. Psihologija mora ostati dio metafizike; eksperimetalna istraživanja ne mogu se zvati psihologijom, nego "psihofizikom".
Metafizika nužno uključuje vjeru. Vjera je vrhovno uporište čovjeka i osnovni princip sklada u njegovim duhovnim funkcijama. »Od trajnoga neznanja oslobađa nas dakle zapravo tek vjersko znanje.«  Vjera u Boga je osnov "vjerske metafizike". Sastavljena iz dva međusobno vezana i neodvojiva čuvstva: "čuvstva vlastita ništavila" i "čuvstva poniznosti prema neizmjernom biću". Vjera omogućuje promatranje svijeta s gledišta koji upotpunjuje i ujedinjuje intelektualno, estetsko i moralno gledište. Religiozan je čovjek također nužno aktivan, on zna da je "svjetlo svijeta, sol zemlje". On je jedini potpuni čovjek.

### Filozofija, prirodne znanosti i sociologija
U nastupnom govoru kao rektor, pred kralj stoljeća »koje se nazvalo prirodoslovnim«, suprotstavlja se antimetafizičkim tendencijama što se javljaju jačim zamahom prirodnih znanosti u sklopu Hrvatskog sveučilišta i Akademije. Daje opću ocjenu duhovnih kretanja tijekom 19. stoljeća. Ono je prošlo kroz tri faze (koje se kronološki djelomično preklapaju): filozofijsku, prirodoslovnu i sociologijsku. "Filozofijska" počinje s Kantom, nastavlja se s Fichteom, Hegelom i novokantovcima, ali zapada u slijepu ulicu jer je zaboravila »Aristotelovu riječ, da svako znanje stječemo iskustvom«. Reakcija je pozitivizam, čiji je začetnik August Comte; on se naglo proširio i izvršio utjecaj na sve grane znanosti i javnoga života. Uspješnost metoda prirodnih znanosti vodi do pokušaja primjene istih metoda na sva područja filozofije. Rezultat je opća skepsa u filozofiji. U poeziji je zavladao naturalizam, koji nas »vodi vrlo rado u legla zvjerskih opačina«, a sve što čovjeka oplemenjuje proglašava »konvencionalnom laži«.
Protiv isključivog gospodstva prirodnih znanosti nastupila je živa reakcija, koju je također začeo sam Comte, u čijem su Kursu pozitivne filozofije »izlazile prirodne znanosti i nehotice kao puko sredstvo nauka socijalnih, jer se je pod dojmom potonjih imalo ljudstvo preobraziti«. Sve političke i vjerske stranke opredjeljuju se prema socijalnim pitanjima (pa i papa Lav XIII. enciklikom Rerum novarum iz 1891.), a sve znanosti počele su se socijalizirati. Također i umjetnost: naturalizam je »djelomično nesvjesni, djelomično pritajeni socijalizam«. Problem općeg socijaliziranja u znanosti jest i načelo podjele rada, u kojem se gubi općeniti pregled i razne se struke sve manje razumiju. »Prirodne se nauke sve više promeću u nesuvislu zbirku sitničarskih bilježaka«
Sve nove struje vode do skepticizma. Ako se odbaci metafizika i religija, ostaju samo relativizam, egoizam i odbacivanje svakog morala. Pojavljuje se još misticizam, koji odaje potrebu prekoračiti puko iskustvo i približiti se svijetu ideja.
Nasuprot tim nedostacima moderne kulture, filozofija je conditio sine qua non svake kulture. To može biti samo filozofija »koja sve promatra sub specie aeternitatis i za koju po tom postoji i svijet idejala«. Najveći genij svih vjekova, koji je štovao empiriju a utvrdio metafiziku kao znanost o svijetu ideja jest Aristotel. Nužna je borba za ideje, kroz koje kao prizmu trebaju prelamati sve znanosti.

### Protiv pozitivizma, ateizma i modernizma
Kao kršćanski filozof, Arnold brani metafiziku i religiju protiv znanstvenog skepticizma, socijalnog egoizma i moralnog nihilizma, koji su ovladali 19. stoljećem. Materijalizam i pozitivizam u Hrvatskoj u to doba zastupaju prirodoznanstvenici, socijalisti i slobodni zidari kao što su Ljudevit Vukotinović, Bogoslav Šulek, Josip Torbar, Spiridon Brusina, Fran Folnegović idr.
Slično je u umjetnosti: ona mora biti povezana s idealima ljepote, dobrote i istine,  pa se Arnold suprotstavlja kako naturalizmu, tako i larpurlartizmu u umjetnosti. Kao predsjednik Matice Hrvatske zalagao se za "narodnu kulturu" i "narodnu umjetnosti", za "narodnu poeziju" nasuprot "umjetnoj"l Žestoko polemizira protiv kozmopolitizma (pozivanja na ideju čovječanstva), što ga dovodi do sukoba s tadašnjim modernistima.

## Utjecaj i ocjene
Arnold nije originalni mislilac: slijedi Herbarta, Lotzea i Markovića. Nije stvorio nijedno sustavno djelo. Zastupao je koncepcije koje su s desetljećima bile u sve većem raskoraku s novim duhovnim i društvenim strujanjima. Njegov pjesnički rad postao je staromodan, a filozofski utjecaj ograničen. Mnogo značajniji bio je kao sveučilišni nastavnik filozofije i pedagogije.
Branko Despot ipak smatra značajnom njegovu koncepciju "spiritualističkog pluralizma" »čije su konzekvencije u vanmetafizičkoj, empirijskoj sferi, na različitim razinama, prisutne u nas i više od stotinu godina kasnije«. (Despot, str. 348)
U novije doba filozofi mu upućuju pohvale. Zlatko Posavac smatra da je, iako tradicionalist, »slijedio duhovna zbivanja svoga doba i u mnogočem unaprijedio tj. osuvremenio duhovni život Hrvatske.« (cit. u: Barbarić, str. 140)  Po Damiru Barbariću, spis Zadnja bića je »jedan od filozofijski najdubljih, misaono najdorađenijih i stajalištem najuzvišenijih tekstova cjelokupne povijesti hrvatske filozofije«. (Barbarić, str. 143)

## Djela
Osim pjesama, Arnold nije objavio mnogo radova; međutim, većina njih važna su zbog programskog, načelnog pristupa. Kao knjige, izdani su udžbenici iz logike i psihologije za srednja učilišta.
Glavno filozofsko djelo je Zadnja bića. Metafizična rasprava (objavljena 1888.). Njegov nastupni govor kao rektora 1899. privukao je veliku pažnju: objavljen je u Narodnim novinama, Obzoru, Mjesečniku pravničkoga družtva u Zagrebu, te na njemačkom u Agramer Tagblatt. Ova dva djela objavljena su u knjizi Franje Zenka Novija hrvatska filozofija (1995.).
Između 1906. i 1909., u vrijeme polemika oko Hrvatske moderne, objavio je još nekoliko radova u izdanjima JAZU i Matice Hrvatske na teme odnosa umjetnosti, znanosti i vjere, o psihologiji i o narodnoj kulturi.
Godine 2020. Matica hrvatska objavila je Arnoldova Izabrana djela.

## Zanimljivosti
- skladao je himnu hrvatskom banu Josipu Jelačiću[5]
- napisao je odu likeru od fruškogorskih jagoda[6]

## Vanjske poveznice
Mrežna mjesta
- Arnold, Đuro, Hrvatski biografski leksikon
- Đuro Arnold  Arhivirana inačica izvorne stranice od 26. listopada 2020. (Wayback Machine), poezija.info